# Ježovy
Ježovy (deutsch Jeschow, früher Gežow) ist eine Gemeinde in Tschechien. Sie liegt vier Kilometer nordwestlich von Švihov und gehört zum Okres Klatovy.

## Geographie
Ježovy befindet sich im Schwihauer Bergland (Švihovská vrchovina) am Bach Biřkovský potok. Nördlich erheben sich der Zderaz (466 m), die Spáleniště (479 m) und die Kněžhora (492 m), im Nordosten der Ve Spáleném (525 m), östlich der Tuhošť (601 m), im Südosten der Běleč (712 m), südlich die Ježovská hůrka (508 m), der Krušec (603 m) und der Řičej (696 m), im Südwesten der Bělýšov (651 m) und der Býšov (548 m), westlich der Miškovec (503 m) und der Hrádek (491 m) sowie im Nordwesten die Ptenínská hora (492 m).
Nachbarorte sind Biřkov im Norden, Vřeskovice, Hůrka, Lhovice und Červené Poříčí im Nordosten, Vodotečský Dvůr und Mezihoří im Osten, Švihov, Kokšín, Trštejn und Malechov im Südosten, Cihelna, Dolany und Chlumská im Süden, Trnčí und Býšov im Südwesten, Zichov, Přetín und Kámen im Westen sowie Křenice, Zderaz und Újezdec im Nordwesten.

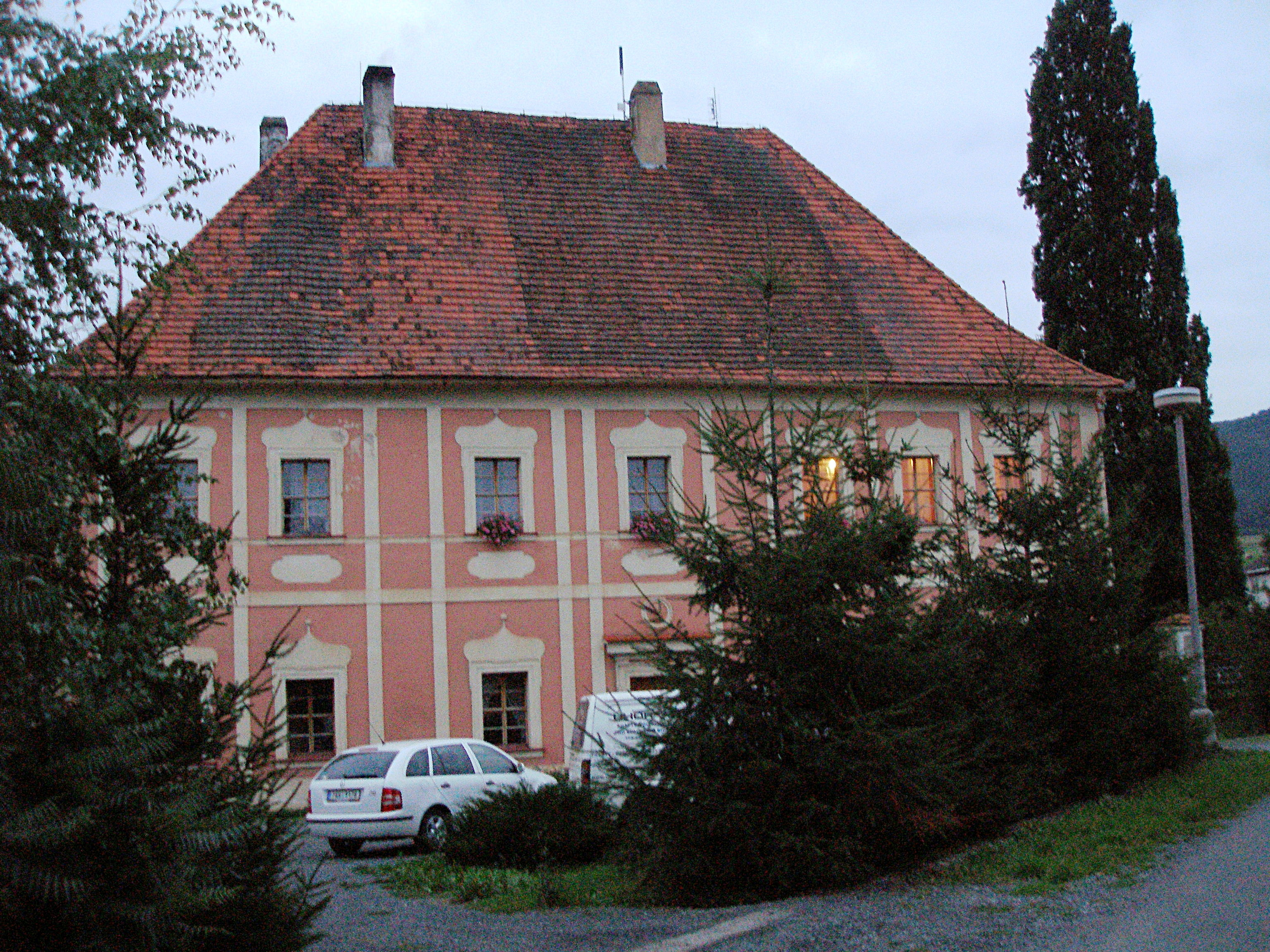
Schloss Ježovy

## Geschichte
Die erste urkundliche Erwähnung von Ježovy erfolgte im Jahre 1251 als Besitz des Bohuslav von Ježov aus dem Geschlecht der Herren von Drslavice, eines Höflings des Markgrafen Ottokar II. Přemysl. Die Herren von Ježov hielten das Gut bis 1425; danach folgten die Vladiken von Luby, die sich das Prädikat Ježovský von Luby zulegten. Deren Zweig erlosch 1496, neue Besitzer des Guts wurden die Nebílovský von Drahobuz. Im Jahre 1518 wurde die Feste Ježov als Sitz des Mikuláš Nebílovský erstmals erwähnt. Mikuláš Nebílovský bzw. dessen Sohn Adam ließ unterhalb der alten Feste eine neue größere Feste mit Wassergraben anlegen, die 1592 erstmals schriftlich nachweisbar ist. Die Nebílovský von Drahobuz konnten das Gut vergrößern, zum Ausgang des 16. Jahrhunderts umfasste es die Feste, den Hof und das Dorf Ježov, die Feste und das Dorf Černíkov sowie die Dörfer Trnčí, Slatina und Lučice. Nachfolgender Besitzer war Johann Christoph von Račín, der das Gut 1615 an Heinrich Czernin von und zu Chudenitz auf Švihov verkaufte. In der Mitte des 17. Jahrhunderts wurde die Feste im Renaissancestil umgestaltet. Johann Hermann Czernin von und zu Chudenitz, der das Gut 1663 geerbt hatte, ließ die Feste zum Barockschloss umgestalten. Dessen Tochter musste das überschuldete Gut 1738 an Ferdinand Franz Graf von Morzin abtreten, der es seiner Herrschaft Merklin zuschlug. Spätere Besitzer des Gutes waren die Herren von Kolowrat und die Grafen Pálffy. Bis zur Mitte des 19. Jahrhunderts blieb Ježov immer der Herrschaft Merklin untertänig.
Nach der Aufhebung der Patrimonialherrschaften bildete Ježov/Gežow ab 1850 eine Gemeinde im Gerichtsbezirk Přestitz. Ab 1868 gehörte die Gemeinde zum Bezirk Přestitz. Der heutige Ortsname Ježovy wird seit 1924 verwendet.
Im Zuge der Gemeindegebietsreform wurde 1961 Trnčí (mit Chlumská) eingemeindet und die Gemeinde dem Okres Klatovy zugeordnet. Zu Beginn des Jahres 1980 erfolgte die Eingemeindung nach Chudenice. Seit dem 24. November 1990 bildet Ježovy wieder eine eigene Gemeinde.
Auf dem Krušec wird ein ausgedehnter Steinbruch betrieben.

## Gemeindegliederung
Die Gemeinde Ježovy besteht aus den Ortsteilen und Katastralbezirken Chlumská (Chumska), Ježovy (Jeschow) und Trnčí (Trntsch, 1939–45 Dorn).

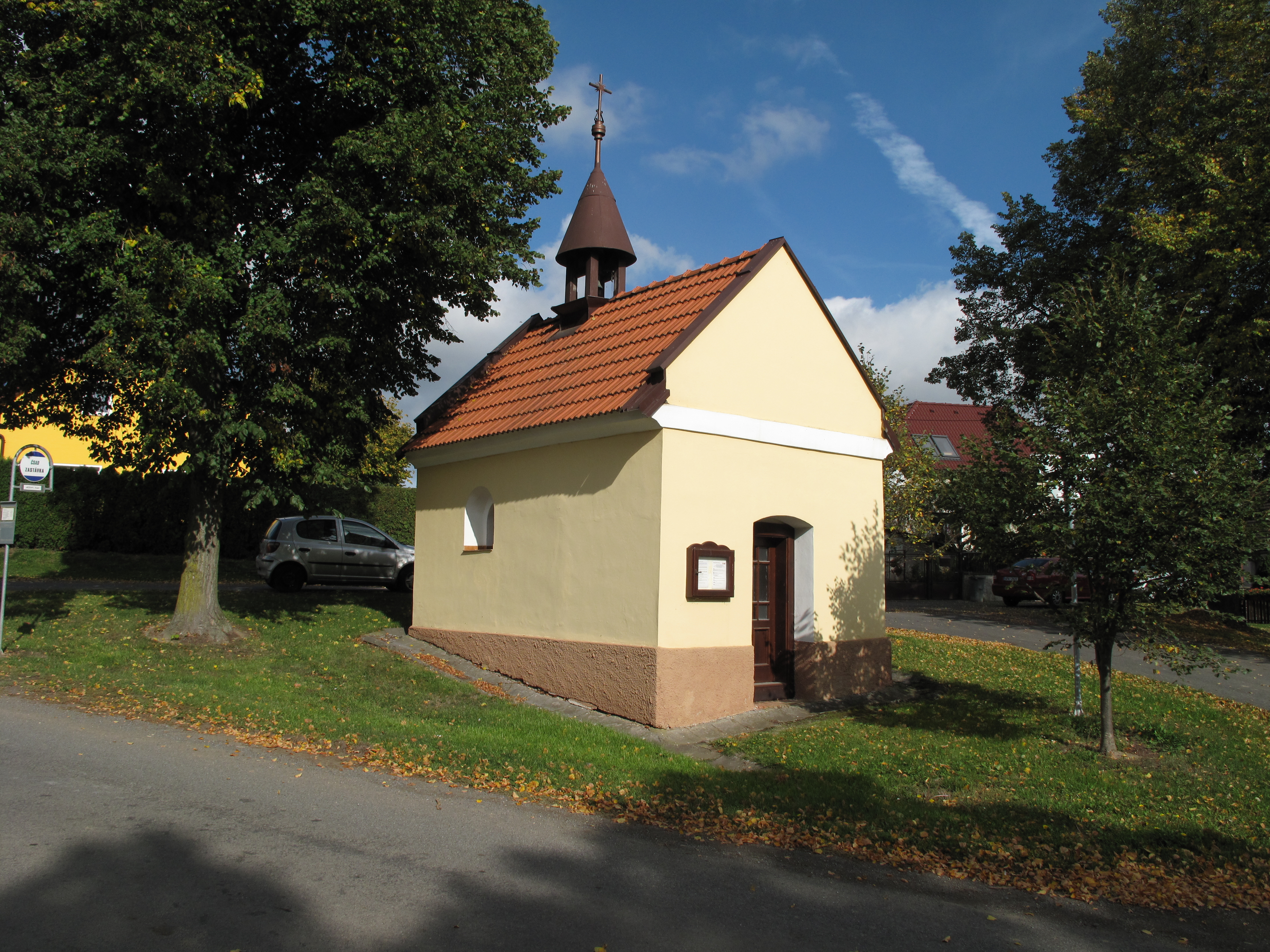
Kapelle Trnčí

## Sehenswürdigkeiten
- Schloss Ježovy, die im 16. Jahrhundert von den Nebílovský von Drahobuz errichtete neue Feste wurde zum Ende des 17. Jahrhunderts unter Johann Hermann Czernin von und zu Chudenitz zu einem barocken Schloss umgestaltet. In den 1970er Jahren wurde das Schloss rekonstruiert und als regionales Kulturzentrum mit Gaststätte genutzt. Heute befindet es sich wieder in Privatbesitz und dient als Wohnsitz.
- Kapelle in Chlumská
- Kapelle des hl. Johannes von Nepomuk in Ježovy, erbaut 1838
- Kapelle in Trnčí
- Denkmal für die Gefallenen des Ersten Weltkrieges mit Büste von T.G Masaryk, enthüllt 1928
- prähistorische Hügelgrabstätte im Wald Dolejší